# Manuel Alas Sardaneta y Pompa
Manuel Alas Sardaneta y Pompa, (n. el 13 de abril de 1813 en Mineral del Marqués de Rayas, Guanajuato m. el 17 de julio de 1889 en Toluca, Estado de México.) fue un abogado y jurista mexicano, ministro y presidente de la Suprema Corte de Justicia de la Nación.

## Origen
Sus padres fueron Ramón Alas y Dolores Sardaneta y Pompa. Su madre dio a luz en el subterráneo de la mina, sitio en el que se refugiaron al huir del insurgente que apodaron "El Pachón", que perseguía en Guanajuato a los españoles. La familia pasó días muy difíciles y angustiosos, pero, a pesar de todo, procuraron darle al niño una buena educación.

## Formación
Manuel Alas inició sus estudios en la capital del estado, en el Colegio de la Purísima Concepción, donde aprendió latín, el Antiguo Testamento y las Epístolas de San Jerónimo. Fue alumno sobresaliente en metafísica y ética. Curso tres años de cánones en el Seminario. El Guanajuato comenzó la carrera de Derecho. La continuó en Guadalajara y marchó a la Ciudad de México para concluirla y obtener el título de abogado en la Real y Pontificia Universidad de México.

## Carrera política
En 1844, fue elegido diputado federal al Congreso de la Unión, y desde esa tribuna acusó a Antonio López de Santa Anna por haber participado en la expedición y cumplimiento del decreto del 29 de noviembre de 1844, dado por el Presidente interino Valentín Canalizo, suspendiendo las sesiones del Congreso, sin que pudieran desempeñar las cámaras las atribuciones que les concedían las Bases de Organización Política de la República Mexicana. Fue gobernador del Estado de México. En 1873, fue elegido fiscal de la Corte, y; al triunfar el Plan de Tuxtepec, fue elegido magistrado de la Suprema Corte de Justicia de la Nación, que la presidió hasta 1881. En el gabinete de Benito Juárez, desempeñó diversos cargos.